# Castrillo de Onielo
Castrillo de Onielo – gmina w Hiszpanii, w prowincji Palencia, w Kastylii i León, o powierzchni 40,27 km². W 2011 roku gmina liczyła 121 mieszkańców.